# Gangster 2
Gangsters 2: Vendetta è un videogioco per Windows entrato in commercio nel 2001. È stato sviluppato da Hothouse Creations e pubblicato da Eidos Interactive. Gangsters 2 è stato progettato da Peter Moreland & Rob Davies. Il gioco è il sequel di Gangsters: Organized Crime anch'esso pubblicato da Eidos.

## Trama
Ambientato tra il 1928 e il 1929 durante il proibizionismo, il gioco segue le vicende del personaggio chiamato 'Joey Bane', il cui soprannome è deciso dal giocatore (es. Joey 'Scarface' Bane). Appena rientra nella sua città natale, Buffalo Falls, scopre che il padre è stato assassinato, mentre consegnava dei liquori, dal gangster Ward 'Centro' Coley, che lavora nella gang che controlla maggiormente New Temperance (lo stato in cui viene ambientato il videogioco). Con lo zio nel ruolo di consigliere, Joey Bane inizia il lungo cammino della vendetta, che lo porterà ad affrontare il boss della banda che controlla lo stato.

## Modalità di gioco
In questo gioco, man mano che si prosegue avanti con le missioni, il giocatore potrà costruire una 'famiglia' di gangster. Lo stile è basato sulla strategia e gli scontri a fuoco, utilizzando l'interfaccia 'punta e clicca'. Ogni gangster che il giocatore controlla puoi avere sino a quattro scagnozzi che lo seguono, proteggono e lo aiutano negli scontri a fuoco. Il giocatore può usare veicoli, comprare armi, anche per i suoi scagnozzi. Si possono comprare gli edifici e le attività commerciali, sia legali che illegali. Per le attività illegali si devono assumere degli specialisti che le gestiscano, così da poter aumentare ulteriormente i propri profitti.
Tutti i personaggi hanno almeno due abilità, ma i gangster possono averne fino a quattro. Ogni abilità avrà un proprio livello di conoscenza. Esistono inoltre abilità speciali che possono contraddistinguere ogni gangster.
- Esplosivi, permette di distruggere veicoli ed edifici; si possono trasportare un limitato numero di bombe
- Persuasione, permette di influenzare, distrarre o corrompere persone importanti
- Rapimento, permette di rapire membri di gang rivali o agenti isolati. I membri di una banda rivale possono rivelare informazioni su territori e siti
- Assassinio, permette agli assassini e ai sicari di utilizzare armi speciali in modo efficiente per permettere di uccidere persone specifiche senza bisogno prima di eliminare la scorta
- Guida, permette di guidare più velocemente
- Scassinamento, permette di lavorare durante la notte per aprire casseforti allo scopo di rubare soldi o documenti
- Rapina, permette di rubare soldi o documenti; più è alto il livello maggiore sarà la quantità che si riesce a rubare prima del suono dell'allarme
- Spionaggio, permette di procurarsi informazioni relative, ad esempio, all'ora in cui arriverà qualcuno o al luogo in cui trovare documenti